# ナジブ・ラザク

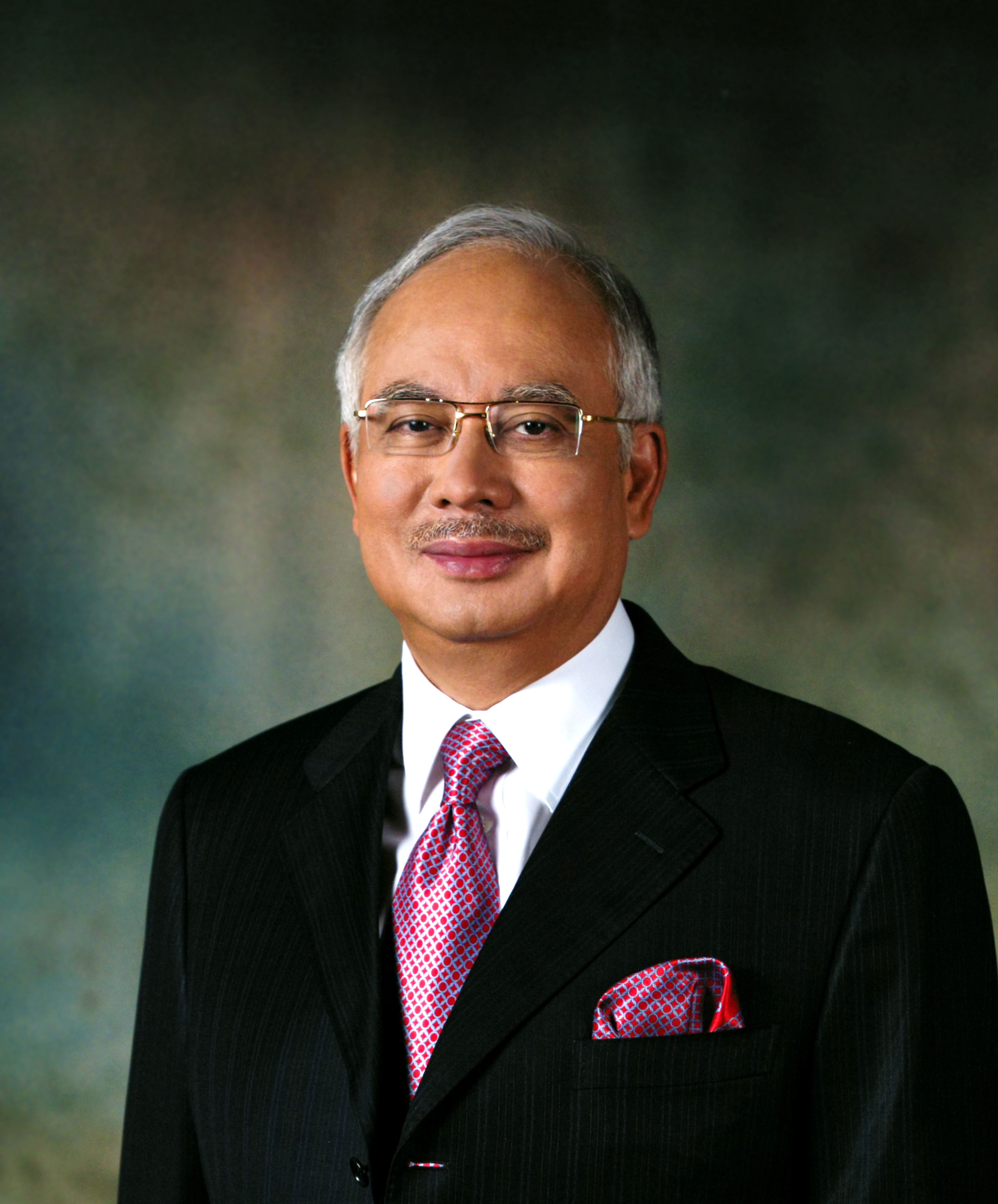
ナジブ・ラザク

ナジブ・ラザク（マレー語: Mohammad Najib bin Tun Haji Abdul Razak、ジャウィ文字：حاج محمد نجيب بن تون حاج عبدالرازق、1953年7月23日 - ）は、マレーシアの政治家。第6代首相。第2代首相アブドゥル・ラザクの長男。現在、カジャン刑務所で服役中。
2009年に自らが主導して設立した「1MDB」の資金を不正流用したなどとして、首相退任後2018年に逮捕され、2020年に背任や資金洗浄、職権乱用など7つの罪について有罪判決が言い渡された。

## 概要
2004年1月7日よりマレーシアの副首相に就任、2009年4月3日に第6代首相となった。
2009年にクアラルンプールを「イスラム金融のロンドン」にすべく、外資企業を誘致する国際金融地区「トゥン・ラザク・エクスチェンジ（TX）」建設に着手し（2018年竣工予定）、その最優先事業として国有投資会社「1マレーシア・デベロップメント・ブルハド（1MDB）」を設立したが、2014年時点で420億リンギ（約1兆4000億円）の巨額借金を抱えていることが発覚、ナジブ一族と華僑系大富豪ジョー・ローによる不正疑惑も噴出した。2015年7月には、1MDB（財務省管轄で財務相をナジブが兼務）からナジブの銀行個人口座への約7億ドル（約850億円）の不正入金が報じられ、8月には首相退陣を求める大規模デモに発展した。ナジブは内閣改造を行なって反対勢力を締め出し、政府批判をするジャーナリストらの逮捕、不正疑惑を報じた経済紙2紙の発行禁止など独裁的な姿勢で対抗した。
2018年5月9日に投開票された2018年マレーシア下院議員選挙でUMNOはマハティール・ビン・モハマド（第4代首相）を首相候補とする野党連合に敗北。建国以来史上初の政権交代とUMNOの下野を許す結果となった。5月12日、UMNOの総裁を辞任した。また、ナジブとその妻は出国禁止処分を受けた。5月16日、マレーシア警察はナジブの自宅など関係先に一斉捜査に入り、宝石類や外国通貨の現金、ブランド品などを押収した。5月22日、ナジブは首都クアラルンプール近郊の汚職対策委員会に出頭し、政府系ファンド「1MDB」をめぐる自身の汚職疑惑に関する事情聴取を受けた、マハティール・ビン・モハマド首相は、同疑惑を徹底解明する姿勢で、ナジブ氏が訴追される見通しを示している。
2018年7月3日、マレーシア警察は1MDBに関する汚職疑惑に関連してナジブを逮捕。同月4日に起訴された。具体的な起訴内容は明らかではないが、アメリカ合衆国司法省によると1MDBの資産のうち、45億アメリカ合衆国ドルをナジブ一族が私的に高級住宅やヨットの購入、映画製作の費用に流用したとされた。10月3日にはナジブの妻も資金洗浄などの容疑で逮捕。押収品の宝石類など多くは妻の所持品とみられている。
2020年7月28日、「1MDB」を巡る巨額資金流用事件で、クアラルンプールの裁判所はナジブに対し権力乱用罪で禁錮12年と罰金2億1000万リンギ（約52億円）の有罪判決を言い渡した。
2021年4月6日、ナジブは内国歳入庁（IRB）から破産宣告を受けたと明らかにした。破産宣告によって、ナジブは連邦議会下院議員の座を失い、所属する与党・統一マレー国民組織（UMNO）の党内選挙や2023年までに実施される見通しの次期総選挙に出馬できなくなる。
2021年12月8日、政府系ファンド「1MDB」の汚職事件を巡るナジブの控訴審で、マレーシア上訴裁判所、禁錮12年と2億1千万リンギ（約57億円）の罰金とした一審判決を支持し、ナジブ被告側の控訴を棄却した。
2022年8月23日、連邦裁判所はナジブの上告を棄却し、一、二審判決が確定。これを受けナジブは収監された。9月1日にはクアラルンプール高等裁判所がナジブの妻に対し禁錮10年と9億7千万リンギの罰金を科す有罪判決を言い渡した。
ナジブ・ラザク政権時代では1兆リンギ（約27兆2000億円）の巨額債務が残されていた。
2024年2月2日、マレーシア王室は恩赦によりナジブの刑期を12年から6年に減刑すると発表した。罰金も5千万リンギットへ減額される。

## 1MDB汚職事件

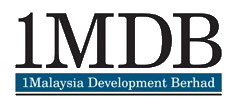
1マレーシア・デベロップメント・ブルハド

93歳で再任したマハティール首相は、ナジブ前首相を腐敗容疑で起訴した。マレーシア司法当局は、ナジブの自宅から数百万ドルの現金と宝石を押収した。マハティール首相は過度な親中だと批判して、ナジブが結んだマレーシアに後で大きな財政負担を抱かせるのに経済的効果は少ないことを指摘した東海岸鉄道計画など多くの中国主導の公共事業は中止や見直しが計画されている。
2020年7月28日、クアラルンプールの裁判所で開かれ、裁判官は権力乱用罪で禁錮12年と罰金2億1000万リンギ（約52億円）の有罪判決を言い渡した。ナジブは一貫して無罪を主張しており、控訴する意向。

## パハン州伐採スキャンダル
1987年10月26日、野党指導者のリム・キット・シアン（Lim Kit Siang）は、当時パハン州首席大臣であったナジブが、低所得者向け住宅地の住民に対して2000エーカーの伐採権を承認することができたのはなぜかとして、反汚職機関であるAnti-Corruption Agency（ACA）に調査を要求した。彼はACAに対して、伐採権の受益者が実際にはナジブ自身の代理人であるのではないかと調査するよう求めた。

## モンゴル人女性殺害への関与疑惑
2006年に発生したモンゴル人通訳アルタントゥヤが爆殺された事件をめぐり、当時の副首相兼国防相だったナジブ前首相とロズマ夫人が関与しているという噂が絶えなかった。
2019年12月16日、地元紙報道によると、この事件で死刑判決を受けているアジラ・ハドリ元警察官は、宣誓供述書に「ナジブの指示により殺害」と記したという。
アジラは2006年、パハン州のナジブの自宅でナジブと面談した際、「外国人の女スパイがいる」としてナジブと側近のラザク・バギンダを脅していると主張。国家機密を握っているため、安全保障上の脅威があると語ったという。アジラは、警察本部に応援を求めるよう提案したが、ナジブは却下。代わりに秘密工作を展開して「逮捕して破壊」するよう命じたという。アジラは意味がわからなかったため、再度ナジブに尋ねると「爆殺しろ」と答え、爆弾は警察の特殊部隊が「保有しているものを使え」とも付け加えたという。
この事件では、アルタントゥヤが政府高官の通訳として働いていたが、フランスの潜水艦購入の取引に絡み、何らかの事情を知ってナジブやラザク・バギンダを脅したとみられるが、真相はわかっていない。
アルタントゥヤはその後、セランゴール州シャーアラム・スバン・ダムの近くの森のなかで2回撃たれ、まだ生きているうちにプラスチック爆弾で殺害されたことが捜査でわかっている。
事件後、アジラの他、ラザク・バギンダとシリル・アズハル元警官が逮捕・起訴されたが、バギンダは無罪となって英国に移住。アジラとシリル元警官にも2013年にシャーアラム高等裁判所で一旦は無罪判決が出たものの、2015年に連邦裁判所が逆転有罪判決を下し、2人について死刑が確定。シリル被告はすでに豪州に逃亡したが、現地で出入国違反容疑などですでに4年にわたって収監されている。アジラは再審請求を求めており、新たな展開が予想される。
公金横領などで起訴されているナジブはこの事件について全面的に否定。ナジブは「殺人容疑だと保釈ができないことから逮捕させようとする現政権の陰謀」と強く批判している。

## 選挙操作疑惑
ナジブは2013年の総選挙で再選されたが、一部の野党や市民団体は選挙操作の疑惑を提起した。選挙制度や投票箱の取り扱いに関する不正行為の報告や不正な選挙キャンペーンの指摘があった。

## 物品・サービス税
2013年10月25日、ナジブは予算演説で、6％の物品・サービス税（GST）を2015年に導入すると発表した。膨れ上がる公的債務をめぐる懸念を和らげることが狙い。税率は市場の予想を上回る水準となった。
GSTの導入は、石油収入への依存を減らすとともに、慢性的な財政赤字についての格付け会社からの警告をかわす狙いがあるとみられる。ただ、市場では、首相が税率を４％程度に設定すると予想されていた。アナリストは、現在の売上税およびサービス税に代わるGSTが4％に設定された場合、歳入への影響が中立的になると分析していた。

## LGBTの権利を批判する
2015年8月、国際イスラムモデレーションセミナーでのスピーチで、ナジブはマレーシアがLGBTの権利を支持すべきではないという所信を明らかにした。ナジブは、彼の政権は人権を守るためにイスラム教の範囲内でこそ最善を尽くすものの、ゲイ、レズビアン、性転換者の権利などのより「極端な人権」を擁護できないと述べた。ヒューマン・ライツ・ウォッチはこれを受けて、マレーシア政府がすべての人の人権を守ることに真剣に取り組まないのであれば国連を脱退すべきだと主張した。

## 国家安全保障会議法
マレーシアで2016年8月1日、ナジブに広範な治安上の権限を与える「国家安全保障会議法」が施行された。東南アジアの国連人権高等弁務官事務所（OHCHR）は7月29日、同法は市民の自由を規制するものだと懸念を表明した。
同法は、首相が議長を務める国家安全保障会議に対し、「マレーシア国民とその領土、経済、重要な経済・生活基盤、国家的利益」が脅かされている地域に非常事態を宣言するとともに、令状なしに捜査、逮捕する権限を与えている。非常事態宣言の効力は６カ月間であるが、無限に期間を更新でき、事実上、無制限に権限を与える内容となっている。
また、法を執行する治安部隊が必要と判断した場合、武器の使用を認める。治安要員のいかなる行為についても、免責特権を保証するとしている。
OHCHR東アジア代表のローラン・メイランは、国家安全保障会議法が言論、表現、集会の自由に不当な制限を加えるとの懸念を表明した。「マレーシア政府に対して国際的な人権法規と基準に従って同法を改定するよう求める」と強調している。
ナジブは2015年7月に発覚した政府系ファンド、1マレーシア・デベロップメント・ブルハド（1MDB）の資金流用疑惑で批判を受けており、野党や市民団体などから、退陣を求める声が強まった。国家安全保障会議法が、反政府勢力を抑え込むために利用されるとの声も出た。

## 「主食はキヌア」発言
2018年2月22日、に地元の病院を訪問したナジブは、質疑応答の場で「糖質制限ダイエットをしているため、コメは食べないようにしており、息子から勧められたキヌアを主食にしている。コメより健康に良い」と発言。
キヌアは南米原産の雑穀の一種で、栄養価が高いため「スーパーフード」と呼ばれ、スーパーモデルやセレブリティーが愛食していることで知られる。
一方、マレーシア国民の多くはコメが主食で、コメをココナツミルクで炊いた「ナシレマ」は国民食として広く愛されている。
こうした中、マハティール・ビン・モハマドはいち早く「私は地元産のコメしか食べない」と応戦。マハティールと手を組む野党・民主行動党（DAP）のリム・キッシャン下院議員は「ナジブの発言は、フランス最後の王妃マリー・アントワネットの逸話を想起させる。第14回総選挙はまさに“キヌアとコメの戦い”だ」と気炎を上げた。同議員によると、キヌア10キログラム当たりの価格は、地元産のコメの23倍だという。
一方、ナジブ側は首相府を通じ「キヌアは医師から勧められて食している」と声明を発表。首相の腹心として知られるナズリ・アジズ観光・文化相は「野党は他にあげつらうネタがないのではないか」と批判した。

## SOP違反
ナジブは2021年3月19日、クアラルンプールのブキッ・ビンタンの中華系レストランに入る際に体温測定と新型コロナ関連アプリ「MySejahtera」への登録を怠った。入店する映像がソーシャル・メディア上で流れ、批判を受けていた。ナジブはその後にダン・ワンギ地区警察の事情聴取を受けた。ナジブは5月11日、標準運用手順（SOP）を順守しなかった容疑を認め、罰金3000リンギを地元保健局に納付したことを明らかにした。